# Colgate-Palmolive
A Colgate-Palmolive Company é uma empresa multinacional de origem americana. Atualmente seus produtos estão voltados para três pilares de negócios: cuidados pessoais, cuidados com limpeza do lar e nutrição animal.
Foi fundada em 1806, em Nova York, por William Colgate, com o nome de Colgate Company, sendo pioneira na produção de pasta de dentes (dentifrício) em tubos. Posteriormente, a empresa fundiu-se com a fabricante de sabões Palmolive. Em 2014, a empresa foi eleita a marca mais consumida no mundo pela pesquida da Brand Footprint, realizada em 35 países.

## Marcas
A Colgate agora comercializa uma mistura amplamente diversificada de produtos nos Estados Unidos e em outros países. As principais áreas de produtos incluem produtos para cuidados pessoais e domésticos, produtos alimentícios, suprimentos para cuidados com a saúde e industriais, e equipamentos esportivos e de lazer.
- Afta Lotion
- Anthony longlife soap
- Anbesol
- Ajax
- Axion
- Caprice
- Cibaca
- Cold Power
- Colgate
- Colodent
- Crystal White Octagon
- Cuddly
- Darlie
- Dermassage
- Dentagard
- Duraphat
- Dynamo
- Elmex
- EltaMD
- Fab
- Fabuloso
- Filorga
- Fluffy
- Fresh Start
- Freska-Ra
- Gard
- Hacı Şakir
- Hello Products
- Hill's Pet Nutrition
- Hurricane
- Irish Spring
- Kolynos
- La Croix
- Mennen
- Meridol
- Murphy Oil Soap
- Nifti
- Palmolive
- PCA Skin
- Pousse Mousse
- Profidén
- Protex
- Sanex
- Science Diet
- Skin Bracer
- Softsoap
- Soft As Soap
- Softlan
- Soupline
- Speed Stick
- Spree
- Suavitel
- Tahiti
- Teen Spirit
- Tender Care
- Tom's of Maine
- Ultra Brite